# Piazza Garibaldi (singolo)
Piazza Garibaldi è un singolo del cantautore italiano Tropico, pubblicato il 2 luglio 2021 come terzo estratto dall'album in studio Non esiste amore a Napoli.

## Descrizione
Il brano ha visto la partecipazione vocale del cantautore Franco126.

## Tracce
Testi di Davide Petrella e Federico Bertollini, musiche di Rosario Castagnola e Sarah Startuffo.
1. Piazza Garibaldi – 3:26